# Nephradenia linearis
Nephradenia linearis là một loài thực vật có hoa trong họ La bố ma. Loài này được Benth. ex E.Fourn. mô tả khoa học đầu tiên năm 1885.